# David Weller
David Weller (Portmore, 11 de febrero de 1957) es un deportista jamaicano que compitió en ciclismo en la modalidad de pista.
Participó en tres Juegos Olímpicos de Verano, en la prueba del kilómetro contrarreloj, obteniendo una medalla de bronce en Moscú 1980, el sexto lugar en Los Ángeles 1984 y el 11.º lugar en Montreal 1976.

## Medallero internacional
| Juegos Olímpicos | Juegos Olímpicos | Juegos Olímpicos  | Juegos Olímpicos  |
| Año              | Lugar            | Medalla           | Competición       |
| ---------------- | ---------------- | ----------------- | ----------------- |
| 1980             | Moscú (URSS)     | Medalla de bronce | 1 km contrarreloj |